# Glandă uretrală (Littre)
Glandele uretrale (periuretrale) (sau glandele Littre după Alexis Littré)  sunt glande care se ramifică de pe peretele uretrei mamiferelor masculine. Glandele secretă mucus  și sunt cele mai numeroase în secțiunea uretrei care trece prin penis. Glandele uretrale produc o secreție coloidală care conține glicozaminoglicanii; această secreție protejează epiteliul împotriva urinei. 
Uretrita netratată poate duce la infecția glandelor uretrale, ceea ce poate duce la apariția stricturilor uretrale.